# Keyhan
Keyhan (persisch كيهان Keyhān, „Universum“, auch Kayhan) ist eine 1942 gegründete iranische Tageszeitung mit Sitz in Teheran. Keyhan gilt als „die konservativste iranische Zeitung“.

## Geschichte
Sie wurde 1942 während der Zeit des Schahs von Abdul-Rahman Faramarzi und Mostafa Mesbahzadeh (1908–2006) als wichtigste Veröffentlichung der zugehörigen Verlagsgruppe gegründet. Vor dem Sturz des Schahs ging Mesbahzadeh 1978 mit seiner Familie ins Exil nach Paris. Die Zeitung führte den Betrieb noch bis Chomeinis Rückkehr im März 1979 fort.
Nach der islamischen Revolution brachte die neue Regierung die Zeitung unter ihre Kontrolle und sie ist seitdem islamistisch-regierungstreu ausgerichtet. Sie wird von Hosein Schariatmadari, einem Repräsentanten des Revolutionsführers und erklärtem Gegner des Atomabkommens, als Chefredakteur geleitet. Sie erscheint täglich, hat eine Auflage von 70.000 Exemplaren und zählt bis zu 1000 Mitarbeiter weltweit. Kayhan veröffentlicht auch mehrere fremdsprachige Ausgaben, darunter die englischsprachige Kayhan International. Die ultrakonservative Zeitung unterliegt der Kontrolle des Wächterrates.
Zeitungsgründer Mesbahzadeh veröffentlicht seit 1983 eine regimekritische Zeitung in persischer Sprache aus London, den Kayhan London.